# Pierre Gabriël Germain Dutalis
Pierre Gabriël Germain Dutalis (1755 - 1814) was een Belgische edelsmid. Hij werd op 25 maart 1755 in de kerk van Sint-Germain in Bergen (Mons) in de Oostenrijkse Nederlanden gedoopt. Hij was de zoon van Jacques François Joseph Dutalis en Marie Phillipine Candrelier of Canderlier die op 11 februari 1755 in diezelfde kerk waren getrouwd. Beide ouders tekenden het doopregister met een kruisje. Ze waren analfabeet.
Vanaf januari 1769 werden Pierre en zijn twee jongere broers in een weeshuis, het "bonne maison des pauvres orphelins" in Bergen, opgevoed. De sterfdata van de ouders zijn niet bekend.
Het weeshuis zorgde voor een gedegen opleiding. Pierre werd bij de edelsmid Jean Baptiste Jamot in de leer gedaan. In 1777 vertrok hij zonder een meesterstuk te hebben gemaakt naar Brussel waar hij op 29 juni 1779 in het huwelijk trad. Hij werkte als gezel bij de zilversmeden De Roos, Simons en Fonson. Om in Brussel door het gilde als meester te worden erkend, moest hij twee jaar werken als leergast, "compagnon orfèvre", van een Brusselse meester; hij koos Fonson.

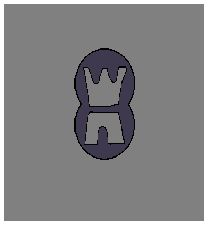
Meesterteken van de anonieme "Meester met de toren"

In 1785 werd Dutalis meester-zilversmid en poorter (burger) van Brussel. Zijn meesterstuk, een "filéring" van goud, was goedgekeurd en hij stortte 700 Brabantse guldens in de kas van het gilde.
Vanaf 1791 leidde hij zijn elfjarige zoon Joseph Germain Dutalis op als leerling. Er waren ook andere leerlingen en misschien ook knechten. De zilversmid kocht op 8 oktober 1791 het huis "De toren van Babiloniën" in de Beenhouwersstraat. De insculpatieplaten van het Brusselse gilde zijn verloren gegaan toen de gilden werden opgeheven maar er is een "meester met de toren" bekend van meestertekens met jaarletters van na 1788. De toren kan betrekking hebben op het wapen van Bergen of op het woonhuis.
Opvallende van Dutalis Père bewaard gebleven zilveren voorwerpen zijn de persanes, elegante hoge koffiekannen, en vazen met ramskoppen. Deze ramskoppen blijven tot ver in de 18e eeuw voorkomen op het werk van het atelier Dutalis.

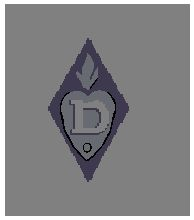
Meesterteken van Pierre Gabriel Germain Dutalis 1798-1814

In 1799 werd een nieuw ruitvormig meesterteken geregistreerd. In de ruit is een vlammend hart met een "D" afgebeeld boven een punt. Dutalis produceerde weinig grote stukken in de Franse tijd maar verdiende goed aan zilveren bestek en sieraden. Hij was als "fabricant orfèvre, jouaillier et bijoutier" in de Magdalenastraat gevestigd. De Dutalis bewoonden twee grote huizen in Brussel en een fraai landgoed in Elsene. Een derde huis werd verhuurd.
Zijn zoon en twee dochters erfden de bezittingen ter waarde van ongeveer 65000 franc op 15 december 1814. Hun moeder, Maria Johanne Le Lait, was in 1808 gestorven.
Het atelier werd door Joseph Germain Dutalis voortgezet. Hij wordt hofleverancier van Willem I der Nederlanden en Leopold I der Belgen.